# Althütte
Althütte ist eine Gemeinde im Rems-Murr-Kreis in Baden-Württemberg mit circa 4200 Einwohnern. Sie gehört zur Region Stuttgart.

## Geographie

### Geographische Lage
Althütte hat Anteil an den Naturräumen Schurwald und Welzheimer Wald sowie Schwäbisch-Fränkische Waldberge, die beide zum Schwäbischen Keuper-Lias-Land zählen. Der staatlich anerkannte Erholungsort liegt im Naturpark Schwäbisch-Fränkischer Wald in 334 bis 572 Meter Höhe. Die höchste Erhebung Althüttes, der Hohenstein bei Sechselberg, ist damit gleichzeitig die höchste Erhebung des Murrhardter Waldes, das Althütte beinhaltende Teilgebiet der Schwäbisch-Fränkischen Waldberge.

### Nachbargemeinden
Nachbargemeinden Althüttes sind (im Uhrzeigersinn) Murrhardt im Norden, Kaisersbach im Osten, Rudersberg im Süden sowie Weissach im Tal und Auenwald im Westen (alle Rems-Murr-Kreis).

### Gemeindegliederung
Die Gemeinde Althütte mit den Ortsteilen Althütte und Sechselberg besteht aus folgenden 18 Dörfern, Weilern, Höfen und Wohnplätzen:
- Zum Ortsteil Althütte gehören das Dorf Althütte, die Weiler Kallenberg, Lutzenberg, Schöllhütte (seit 1971 baulich mit Althütte zusammengewachsen), Voggenhof (Oberer, Mittlerer und Unterer Voggenhof) sowie die Gehöfte Hahnenhof,  Nonnenmühle und Nonnensägmühle.

- Zum Ortsteil Sechselberg gehören das Dorf Sechselberg, die Weiler Fautspach, Gallenhof, Hörschhof, Schlichenhöfle, Schlichenweiler und Waldenweiler, die Höfe Glaitenhof, Hörschhofer Sägmühle und der Wohnplatz Rottmannsberger Sägmühle.[4]

### Wüstungen
Auf der Gemarkung von Althütte liegen die Wüstungen Kreuzsägmühle, die Voggenhofer Sägmühle und die Westliche Hägerhofer Sägmühle. Auf der Gemarkung von Sechselberg lag die Fautspacher Mühle.

### Flächenaufteilung
Nach Daten des Statistischen Landesamtes, Stand 2014.

## Geschichte

### Geschichte Althüttes

#### Antike

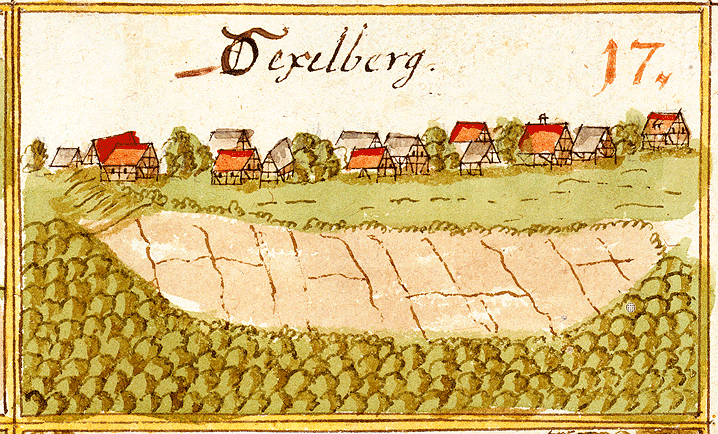
Sechselberg (Sexelberg, um 1686 im Kieserschen Forstlagerbuch)

In der Römerzeit gehörte das heutige Gemeindegebiet zum Dekumatland, dem rechtsrheinischen Teil der römischen Provinz Obergermanien (Germania superior). Eine von Murrhardt herkommende Römerstraße erreichte beim Hörschhof die heutige Markungsgrenze. Sie führte weiter nach Sechselberg, Lippoldsweiler und führte als Höhenweg nördlich an Oberweissach vorbei. Vermutlich verband die Straße das Kastell Murrhardt mit dem Kastell Cannstatt. Auf dem so genannten Steinmäuerle bei Sechselberg vermutete Karl Eduard von Paulus eine römische Niederlassung.

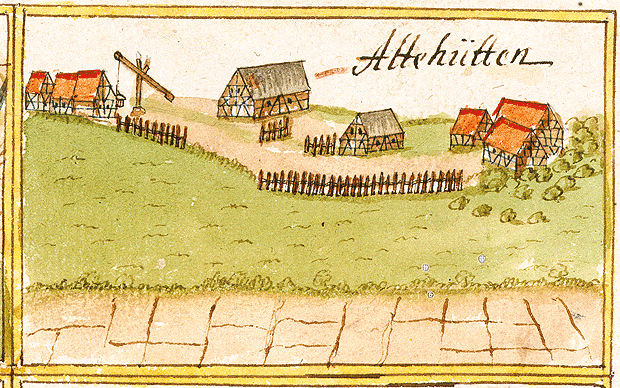
Althütte (Altehütten, um 1686 im Kieserschen Forstlagerbuch)

#### Mittelalter
Das 1027 erstmals als mons Sassenberg erwähnte Sechselberg wurde vermutlich um das Jahr 800 gegründet und kam im 14. Jahrhundert an Württemberg ins Amt Ebersberg. Wahrscheinlich geht der Ortsname auf die Ansiedlung kriegsgefangener Sachsen in der Zeit Karls des Großen zurück.
Urkundlich erstmals erwähnt wurden die Althütter Teilorte Lutzenberg 1407, Kallenberg 1408 und Schöllhütte 1459. Bis zur Gründung der Gemeinde im Jahre 1819 unterstanden die Ortschaften des Ortsteils Althütte der Stabs- und Gerichtshoheit in Unterweissach. 
Die Ortsnamen Althütte und Schöllhütte weisen, wie viele andere Ortsnamen im Schwäbisch-Fränkischen Wald, mit ihrem Namensbestandteil -hütte auf die Herstellung von Waldglas in Glashütten hin. Althütte ist wohl etwas älter als Schöllhütte und wurde zur Unterscheidung Alt Glashütte, später verkürzt Althütte genannt. In der Umgebung der Glashütten siedelten sich einzelne Hüttenarbeiter an und so gingen Althütte und Schöllhütte aus diesen Glashütten hervor, die bis zum Ende des 16. Jahrhunderts in Betrieb waren und 1459 erstmals erwähnt wurden. Althütte gehörte als Zubehör zur Burg Reichenberg. Reste einer  Glashütte wurden bei Ausgrabungen gefunden.

#### Neuzeit
1593 erschien der Ort allte Hütten auf einer Karte von Georg Gadner. Die ansässige Bevölkerung war oft in der Land- und Forstwirtschaft tätig. In den Wintermonaten spezialisierte man sich auf die Herstellung von Holzrechen, von denen hier im Jahre 1855 rund 40.000 Stück hergestellt worden sein sollen.
Die Gemeinde Althütte wurde, ebenso wie die Gemeinde Sechselberg, 1819 gegründet. Im selben Jahr wurde die gemeinsame Schultheißerei Kallenberg-Lutzenberg aufgelöst und Althütte zugeteilt; ebenso fiel die Schultheißerei Schöllhütte, mit den Voggenhöfe und der Nonnenmühle an die neue Gemeinde. Althütte und Sechselberg  gehörten im Königreich Württemberg und im freien Volksstaat Württemberg stets zum Oberamt Backnang.
Im Ersten Weltkrieg wurden viele Männer zum Wehrdienst in der Königlich Württembergischen Armee herangezogen. Die Gemeinde Althütte hatte schon im ersten Kriegsmonat fünf Tote und einige Verwundete zu beklagen. 1915 kam es in Althütte wegen ärztlicher Unterversorgung vermehrt zu Diphtherie-Erkrankungen, an denen elf Kinder starben. Aufgrund der schlechten Ernährungslage musste man im Herbst 1916 Brennnesseln, Bucheckern und Pilze sammeln. Französische Kriegsgefangene mussten in Land- und Forstwirtschaft helfen, um Bauern und Holzfäller zu ersetzen. 1917 musste die Kirchengemeinde Glocken und Orgelpfeifen zwecks Materialgewinnung an die Rüstungsindustrie abgeben. Bis zum Kriegsende betrauerte man in Althütte 64 Gefallene und Vermisste, was einen ungewöhnlich großen Verlust für ein kleines Dorf darstellte. In Sechselberg hatte man auch einen hohen Blutzoll zu entrichten: Man zählte bis zum Herbst 1918 42 Gefallene und Vermisste.
Bei der Kreisreform während der NS-Zeit in Württemberg gelangten die Ortschaften 1938 zum Landkreis Backnang. Nach 1945 waren die Gemeinden beim Land Württemberg-Baden in der Amerikanischen Besatzungszone und seit 1952 beim neuen Bundesland Baden-Württemberg.
Sechselberg wurde am 1. Juli 1971 nach Althütte eingemeindet.
Durch die Kreisreform in Baden-Württemberg gelangte die Gemeinde Althütte am 1. Januar 1973 vom aufgelösten Landkreis Backnang zum Rems-Murr-Kreis.

### Einwohnerentwicklung
- 1810: 428 Einwohner[13]
- 1828: 972 Einwohner[14]
- 1896: 924 Einwohner (918 evangelische, 5 katholische und 1 Person mit sonstigem Bekenntnis)[15]

## Kirchen

### Evangelische Dorfkirche
Seit der Einführung der Reformation unter Herzog Ulrich ist Alt-Württemberg und damit auch Althütte evangelisch-lutherisch geprägt. Ursprünglich gehörte Althütte zur Pfarrei Unterweissach. Die Einwohner besuchten die Kirche St. Agatha und begruben ihre Toten auf dem Unterweissacher Kirchhof. Doch wegen der räumlichen Distanz und der schlechten Wege war es vor allem im Winter älteren Menschen kaum möglich, die Gottesdienste zu besuchen. Auch der Transport der Toten war sehr beschwerlich. Daher wurde am 29. November 1853 als Provisorium die Pfarrverweserei Althütte eingerichtet. Von 1857 bis 1859 wurde die Evangelische Dorfkirche erbaut. Von 1860 bis 1861 wurde ein Pfarrhaus gebaut und im Jahre 1862 wurde die Pfarrei Althütte gegründet.

### Römisch-katholische Heilig-Geist-Kirche
Durch den Reichsdeputationshauptschluss von 1803 fielen katholische Gebiete an das Königreich Württemberg. Dadurch kam es auch wieder zur Zuwanderung von Katholiken aus den Gebieten des so genannten Neu-Württemberg. So kamen im 19. Jahrhundert wieder Katholiken nach Althütte, doch ihre Zahl blieb gering. Im Jahre 1871 lebten im gesamten Gemeindegebiet nur 16 Katholiken. Erst nach dem Zweiten Weltkrieg kamen durch Flucht und Vertreibung von Millionen Deutschen aus den Ostgebieten und dem ehemaligen Österreich-Ungarn Katholiken in großer Zahl nach Althütte. Zunächst konnten katholische Messen nur alle 14 Tage in der evangelischen Dorfkirche stattfinden. 1965 wurde ein Grundstück erworben und 1967 konnte eine Kirche gebaut und durch Weihbischof Anton Herre geweiht werden. Der kleine Dachreiter und die Glocke waren ein Geschenk der Bürger. Eine Orgel wurde 1984 durch Spenden erworben.

## Politik

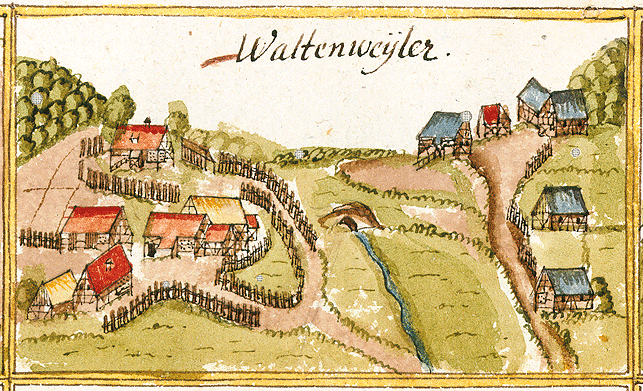
Waldenweiler (Waltenweyler)

### Schultheißen und Bürgermeister
Im ländlichen Württemberg stellten die wohlhabenden und angesehene Landwirte zumeist die Schultheißen, die man umgangssprachlich auch Bauraschultes (Bauernschultheiß) nannte. Erst 1930 wurde in Württemberg die Amtsbezeichnung Schultheiß durch Bürgermeister ersetzt.
Liste der Schultheißen und Bürgermeister (unvollständig; Amtszeiten oft unklar):
- 1812: Jakob Ruopp[17]
- 1815: Johann Georg Wurst[18]
- 1828: Schallenmüller[14]
- 1896: Schindler[15]
- 1913: Ernst Röhrle[19]

Bürgermeister ist seit 1993 Reinhold Sczuka (CDU).

### Gemeinderat

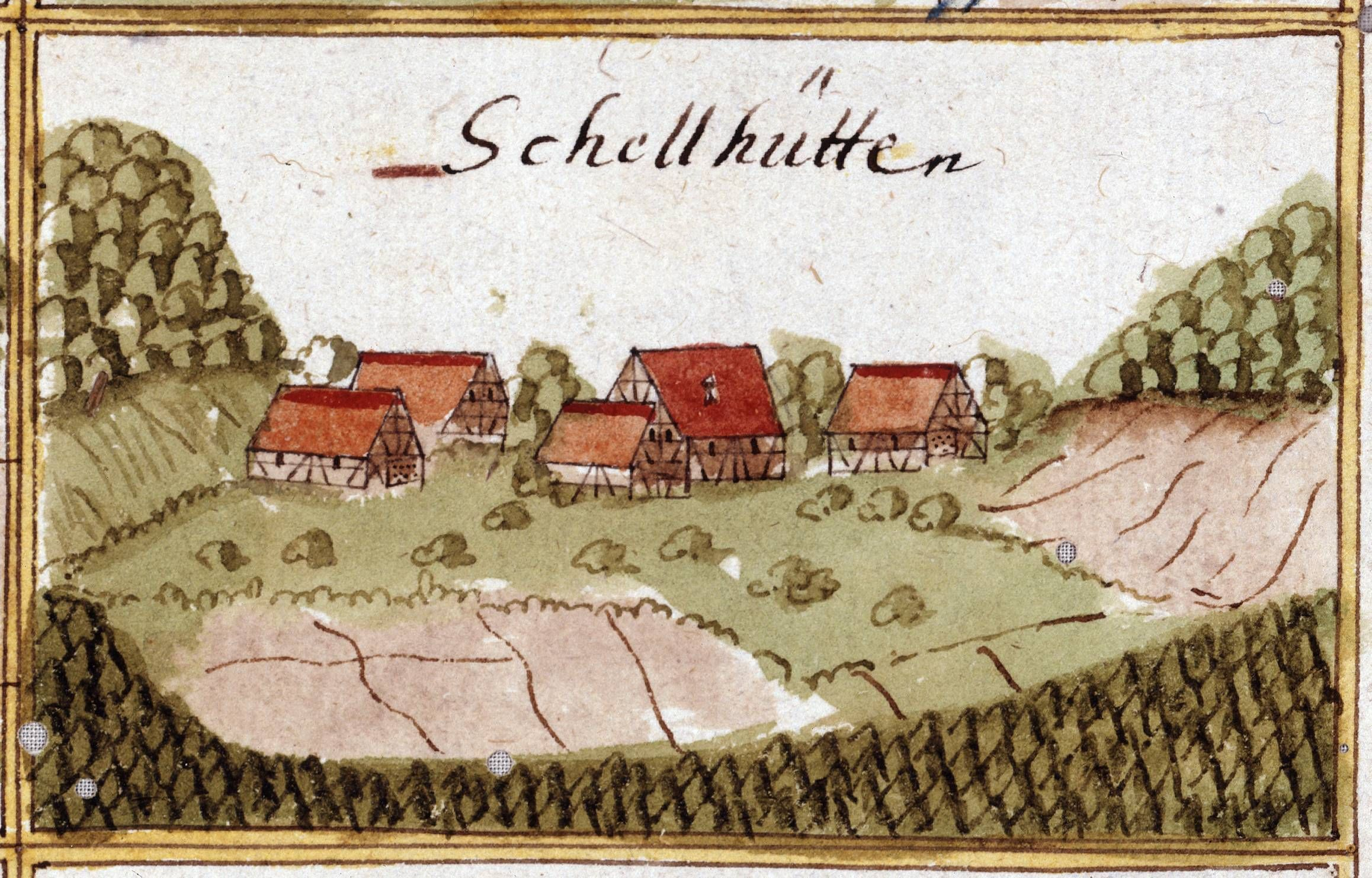
Schöllhütte (Schellhütte)

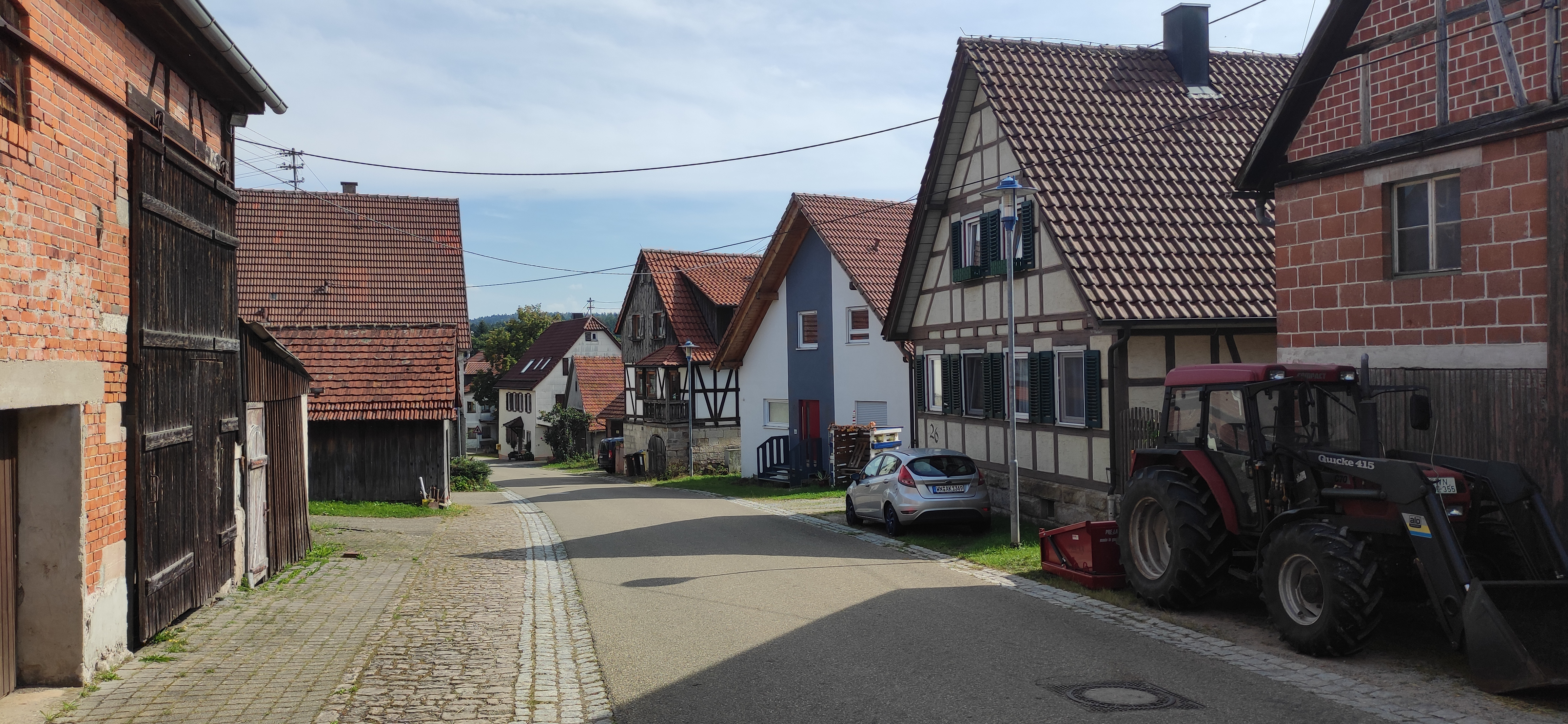
Fautspach

Der Gemeinderat in Althütte hat 14 Mitglieder. Die Kommunalwahl am 9. Juni 2024 führte zu folgendem Endergebnis. Der Gemeinderat besteht aus den gewählten ehrenamtlichen Gemeinderäten und dem Bürgermeister als Vorsitzendem. Der Bürgermeister ist im Gemeinderat stimmberechtigt.
| Parteien und Wählergemeinschaften | Parteien und Wählergemeinschaften | % 2024 | Sitze 2024 | % 2019 | Sitze 2019 | Kommunalwahl 2024 %706050403020100 61,8 %22,5 %15,7 % FWBLFA 2000Gewinne und Verlusteim Vergleich zu 2019 %p 8 6 4 2 0 −2 −4+6,5 %p−2,7 %p−3,9 %pFWBLFA 2000 |
| FWV                               | Freie Wählervereinigung           | 61,8   | 9          | 55,3   | 8          | Kommunalwahl 2024 %706050403020100 61,8 %22,5 %15,7 % FWBLFA 2000Gewinne und Verlusteim Vergleich zu 2019 %p 8 6 4 2 0 −2 −4+6,5 %p−2,7 %p−3,9 %pFWBLFA 2000 |
| BL                                | Bürgerliste                       | 22,5   | 3          | 25,2   | 3          | Kommunalwahl 2024 %706050403020100 61,8 %22,5 %15,7 % FWBLFA 2000Gewinne und Verlusteim Vergleich zu 2019 %p 8 6 4 2 0 −2 −4+6,5 %p−2,7 %p−3,9 %pFWBLFA 2000 |
| FA 2000                           | Forum Althütte 2000               | 15,7   | 2          | 19,6   | 3          | Kommunalwahl 2024 %706050403020100 61,8 %22,5 %15,7 % FWBLFA 2000Gewinne und Verlusteim Vergleich zu 2019 %p 8 6 4 2 0 −2 −4+6,5 %p−2,7 %p−3,9 %pFWBLFA 2000 |
| gesamt                            | gesamt                            | 100,0  | 14         | 100,0  | 14         | Kommunalwahl 2024 %706050403020100 61,8 %22,5 %15,7 % FWBLFA 2000Gewinne und Verlusteim Vergleich zu 2019 %p 8 6 4 2 0 −2 −4+6,5 %p−2,7 %p−3,9 %pFWBLFA 2000 |
| Wahlbeteiligung                   | Wahlbeteiligung                   | 69,3 % | 69,3 %     | 65,1 % | 65,1 %     | Kommunalwahl 2024 %706050403020100 61,8 %22,5 %15,7 % FWBLFA 2000Gewinne und Verlusteim Vergleich zu 2019 %p 8 6 4 2 0 −2 −4+6,5 %p−2,7 %p−3,9 %pFWBLFA 2000 |

### Partnerschaften
Althütte unterhält partnerschaftliche Beziehungen zu Obertilliach in Osttirol in Österreich.

### Wappen
Blasonierung: In Blau zwei schräg gekreuzte silberne (weiße) Glasbläserpfeifen.
Das Wappen erinnert an die Glashütten, die einst auf dem Gebiet der Gemeinde bestanden und aus denen die Orte Althütte und Schöllhütte hervorgingen. Das Wappen wurde 1924 angenommen.

## Infrastruktur

### Verkehr
Durch die Gemeinde führen die Landesstraßen L 1119 und L 1120. Der nächste Autobahnanschluss ist die Anschlussstelle Mundelsheim der Bundesautobahn 81 in ca. 32 km Entfernung über Großbottwar.
Der Öffentliche Personennahverkehr wird mit Linienbussen sichergestellt, welche im Großraum Stuttgart zu einheitlichen Tarifen im Verkehrs- und Tarifverbund Stuttgart verkehren.
Die nächsten Bahnhöfe befinden sich in Murrhardt und Backnang in ca. 11 km bzw. 15 km Entfernung an der Bahnstrecke Waiblingen–Schwäbisch Hall-Hessental.

### Radfernwege
Durch den Ortsteil Fautspach führt der Deutsche Limes-Radweg. Er folgt dem Obergermanisch-Raetischen Limes über 818 km von Bad Hönningen am Rhein nach Regensburg an der Donau.

## Ortsnecknamen
In den umliegenden Gemeinden wurden die Einwohner von Althütte früher scherzhaft Rechaspitzer (entspricht schriftdeutschem Rechenspitzer) genannt. Ein anderer Ortsneckname lautet Klämmerlesgäu, da die Einwohner von Althütte oftmals in Heimarbeit Holzwaren wie Rechen und Wäscheklammern herstellten.

## Persönlichkeiten

### Söhne und Töchter der Gemeinde
- Anna Haag (1888–1982), Politikerin und Frauenrechtlerin

### Personen, die mit der Gemeinde verbunden sind
- Erich Schumm (1907–1979), Unternehmer und Erfinder von Esbit.
- Ernst Leverkus (1922–1998), Motorrad-Journalist und -Autor
- Reinhart Tzschöckel (1939–2003), Orgelbauer, wohnte in Fautspach
- Maximilian Friedrich (* 1987), Politiker, war stellvertretender Kämmerer in Althütte
- Oliver Hilburger, Gitarrist der 2010 aufgelösten Rechtsrock-Band Noie Werte, wohnt in Althütte.[24]